# Tudor Vladimirescu
Tudor Vladimirescu (phát âm tiếng Rumani: [ˈtudor vladimiˈresku]; khoảng năm 1780 - 7 tháng 6 [ngày 27 tháng 5] 1821) là một anh hùng cách mạng Rumani, lãnh đạo cuộc nổi dậy Wallachia năm 1821 và của dân quân Pandur. Ông còn được gọi là Tudor din Vladimiri (Tudor của Vladimiri) hoặc - thỉnh thoảng - như Domnul Tudor (Voivode Tudor).

## Lý lịch
Tudor sinh ra ở Vladimiri, hạt Gorj (trong vùng Oltenia) trong một gia đình nông dân (mazili); năm sinh của ông thường được đưa ra là năm 1780, nhưng điều này vẫn còn tranh cãi. Ở tuổi 12, ông được gửi đến Craiova, phục vụ cho thiếu niên Ioan Glogoveanu, nơi ông sau này sẽ học ngôn từ, ngữ pháp và tiếng Hy Lạp. Ông trở thành người quản lý khu bất động sản của cậu bé và, vào năm 1806, được đặt tên là vătaf (lãnh đạo của các dân quân địa phương) tại Cloșani.